# Les Pires
Les Pires (в переводе с фр. — «Худшие») — группа традиционной музыки (в том числе цыганской) из города Ланьон в Бретани, образованная в 1987 году. Наиболее известны как первые исполнители русскоязычной песни «Sovà», написанной Жюли Грюн в 1994 и известной в России как «Совы нежные».

## «Совы нежные»
«Совы нежные» — распространённое в рунете название русскоязычной песни «Sovà» французской группы Les Pires (альбом «Sava» 1994 года). Автором музыки номера стал пианист группы Жан-Пьер Ле Корну, слов — студентка-русистка Жюли Грюн, которая изучала русский язык в университете Париж Дидро и проходила стажировку в России. Спустя десять лет после выпуска, в 2004 году, песня стала известна в России и приобрела характер интернет-мема. В 2015 году российские аниматоры создали мультфильм-клип на песню «Совы нежные». В 2016 году он номинировался на премию «Ника» в категории «Лучший анимационный фильм».

## Участники
- Жан-Пьер (Бовело) Лё-Корну (умер 6 июля 2010)[3]: фортепиано, клавишные, вокал
- Эрик-Рауль Гёйен: аккордеон, вокал
- Сильвен Ларьер: скрипка
- Янник (Жанно) Жори: саксофон
- Габриэль Кердонсуф: труба
- Мартен Саккарди: труба
- Доминик Молар: перкуссия
- Поль Жоти: перкуссия

## Дискография
- 1992 : Album 1 (Masq Distribution Sony)
- 1994 : Sava (Bondage Records)
- 1997 : En piste (Boucherie Productions)
- 1999 : Cave canem (Boucherie Productions)